# Air Nelson
Air Nelson war eine neuseeländische Regionalfluggesellschaft mit Sitz in Nelson und Basis auf dem Flughafen Nelson. Sie war eine Tochtergesellschaft der Air New Zealand und flog unter deren Dachmarke Air New Zealand Link.

## Geschichte

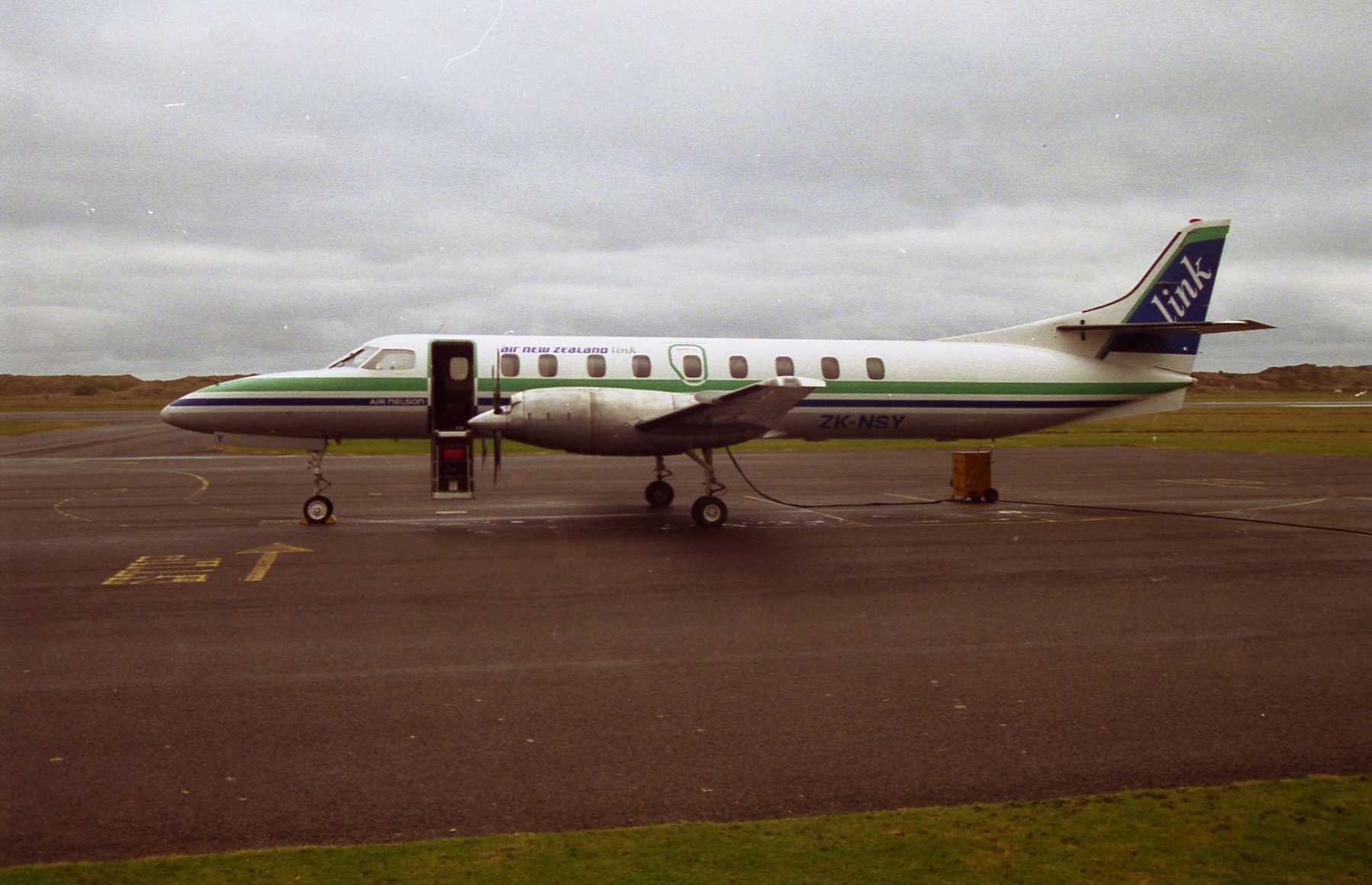
Fairchild Swearingen Metro der Air Nelson, 1992

Air Nelson wurde 1979 von Robert Inglis und Nicki Smith gegründet und begann den Flugbetrieb im selben Jahr. Im Jahr 2002 wurde sie wie auch Mount Cook Airline von Air New Zealand übernommen.
Bis 2004 war die Flotte auf 17 Saab 340A angewachsen. Im Oktober 2004 gab Air Nelson bekannt, ihre Saab-Flotte durch De Havilland DHC-8-300 zu ersetzen. Die letzte Saab 340A wurde im September 2007 außer Dienst gestellt.
Am 19. November 2019 wurde die Fluggesellschaft mit Air New Zealand fusioniert und der Markenname gestrichen.

## Flugziele
Air Nelson führte unter der Marke Air New Zealand Link für ihre Muttergesellschaft Air New Zealand Regionalflüge von und nach Auckland, Christchurch, Nelson und Wellington durch.

## Flotte

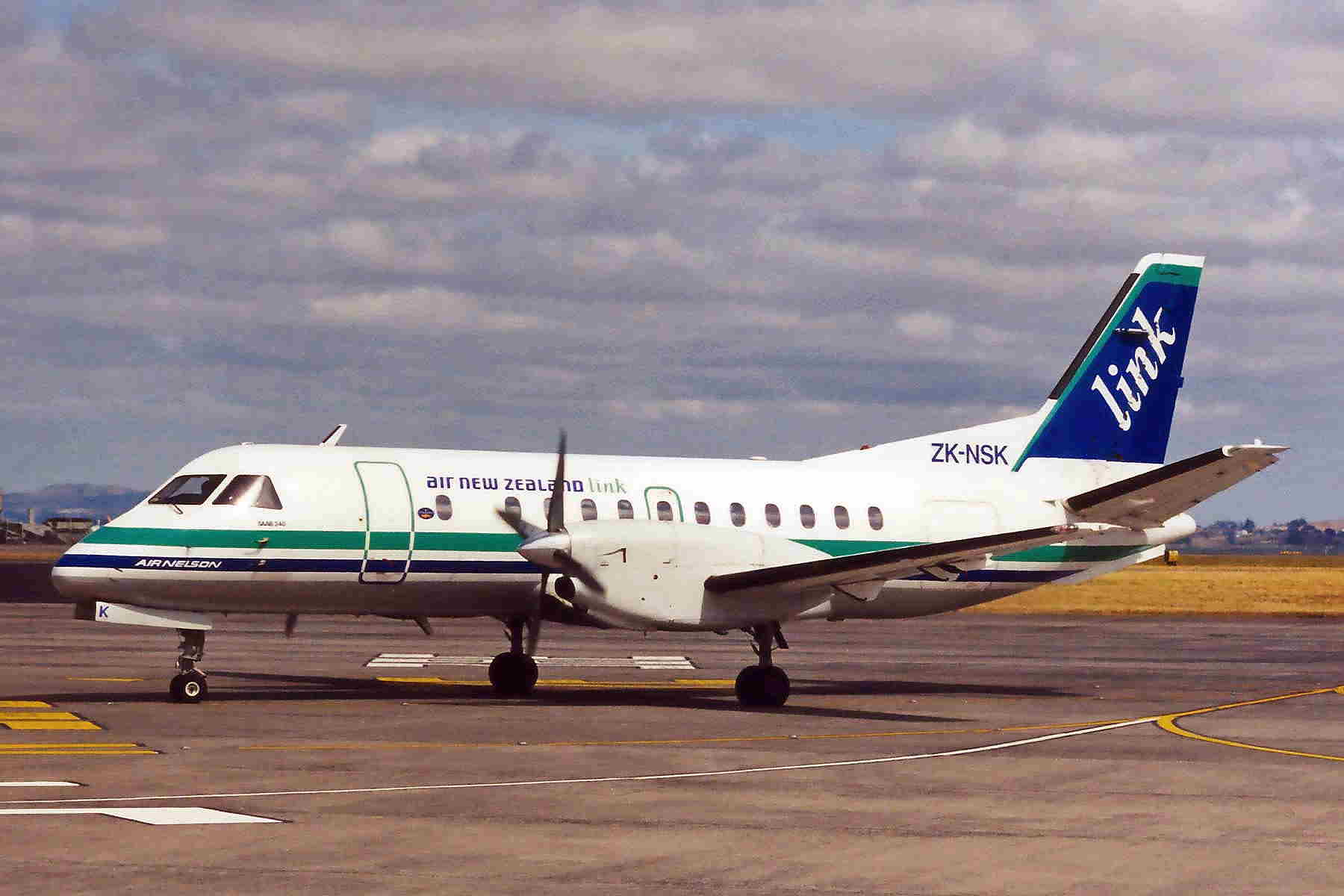
Saab 340A der Air Nelson im Jahr 1999

Mit Stand März 2018 bestand die Flotte der Air Nelson aus 23 Flugzeugen mit einem Durchschnittsalter von 11,5 Jahren und einer Gesamtkapazität von 1150 Sitzplätzen:
| Flugzeugtyp            | Anzahl | bestellt | Anmerkungen | Sitzplätze |
| ---------------------- | ------ | -------- | ----------- | ---------- |
| De Havilland DHC-8-300 | 23     | –        |             | 50         |

In der Vergangenheit wurden auch Flugzeuge der Typen Fairchild Swearingen Metro und Saab 340 eingesetzt.

## Zwischenfälle
Air Nelson verzeichnete in ihrer Geschichte keine Zwischenfälle mit Todesopfern. Der einzige Zwischenfall war eine versuchte Flugzeugentführung am 22. Januar 1997, als ein mit einem Messer bewaffneter Entführer eine Saab 340A kurzfristig unter seine Kontrolle brachte. Im Flugzeug befanden sich zu dem Zeitpunkt drei Mann Besatzung. Die Polizei konnte den Mann zur Aufgabe überreden.